# Bucay
Bucay est une municipalité située dans la province d'Abra, aux Philippines.

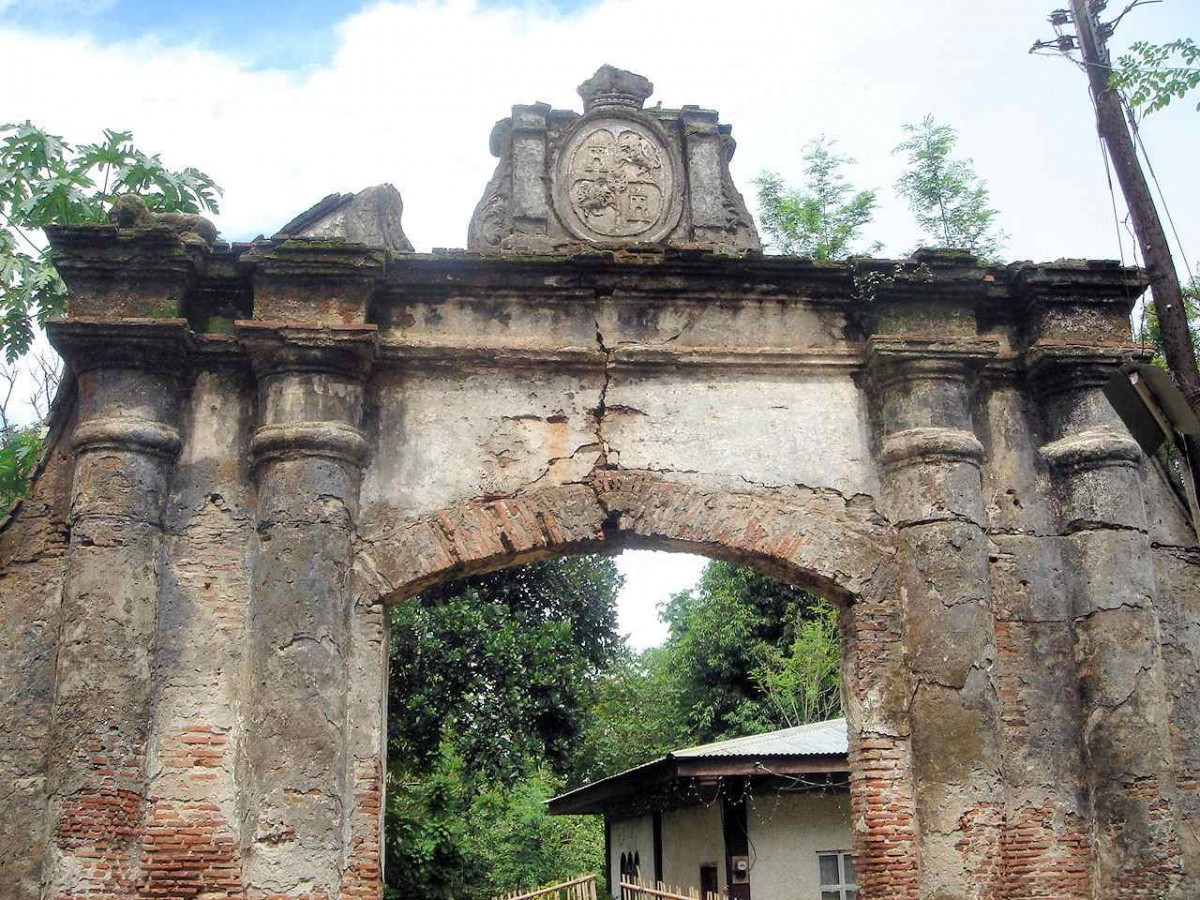
Arc de la Casa Real